# Аулейская волость
А́улейская во́лость (латыш. Aulejas pagasts) — одна из 26 территориальных единиц Краславского края Латвии. Граничит со Скайстской, Андрупенской, Константиновской, Граверской и Комбульской волостями своего края. Административным центром волости является село Аулея.

## Природа

### Реки
- Дубна
- Кругеру[латыш.]

### Озера
- Аулеяс
- Биержа
- Илдзс
- Иудриньш
- Лиелайс Гауслс
- Лубоненьш
- Маценьш
- Мазайс Гауслс
- Ниркс
- Плаудиня
- Сиверс
- Скрудзинейтс
- Углиня
- Царминс
- Циерпс

### Болота
- Блейделю